# .md
‎.md‏ دامنه اینترنتی اختصاص داده شده به جمهوری مولداوی است.